# Arcachon (zatoka)

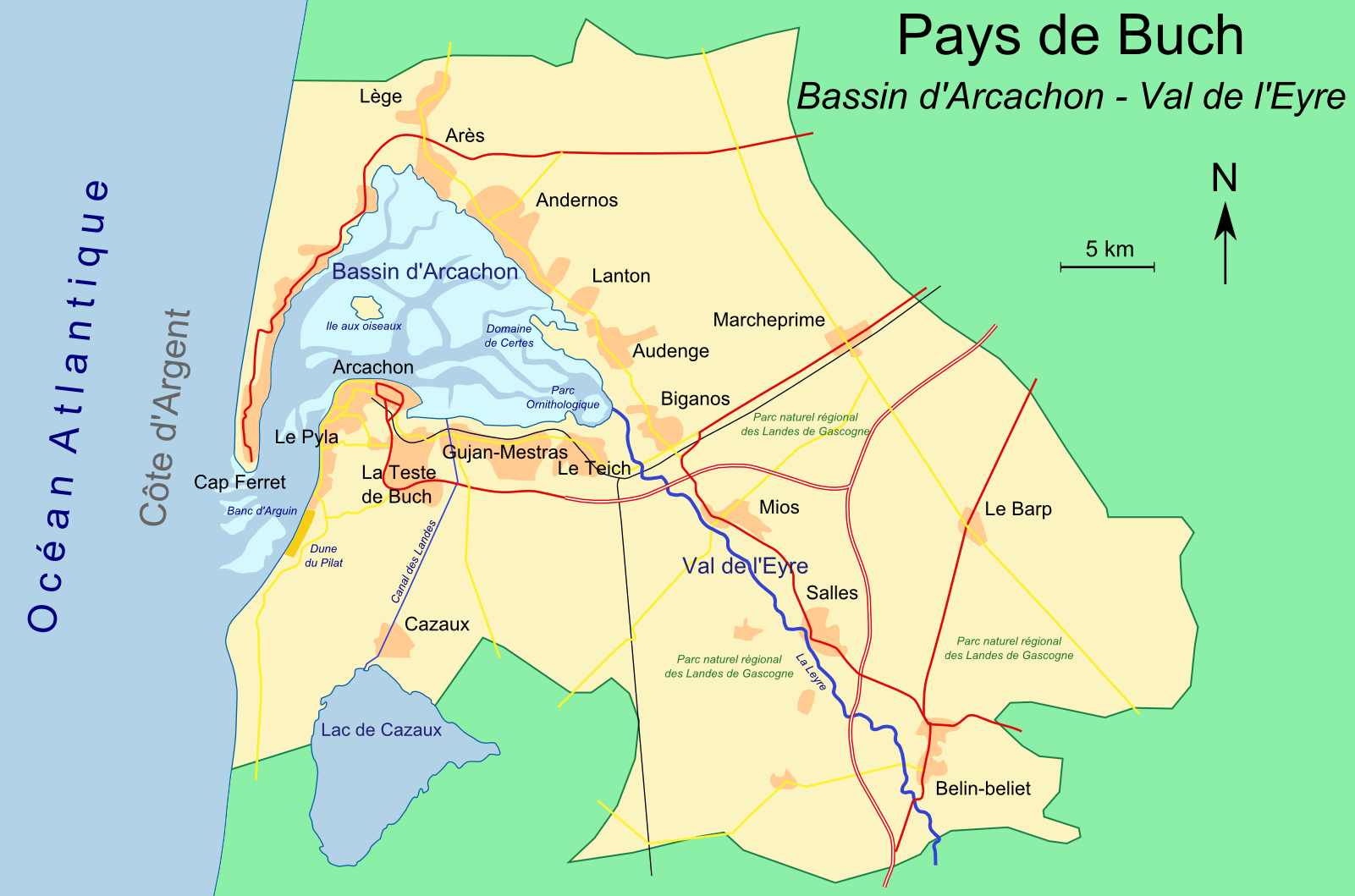
Mapa zatoki

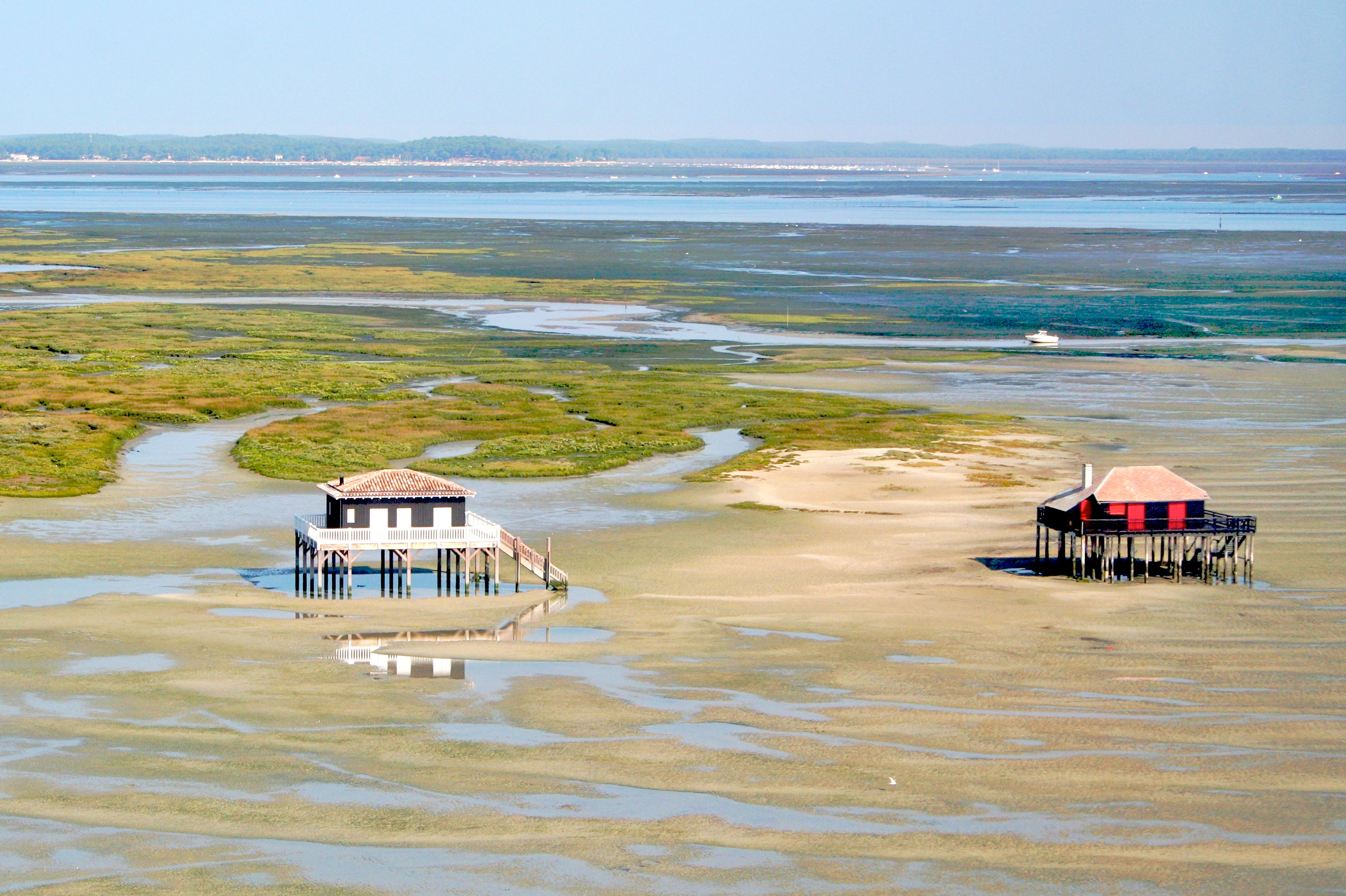
Domy na palach na zatoce Arcachon

Arcachon (fr. bassin d′Arcachon lub baie d′Arcachon) – zatoka Oceanu Atlantyckiego (Zatoki Biskajskiej), w południowo-zachodniej Francji, w departamencie Żyronda. Powierzchnia zatoki wynosi ponad 150 km² (podczas odpływu akwen kurczy się do około 50 km²).
Do zatoki uchodzi rzeka Eyre (Leyre), tworząc rozległą deltę. Znaczna jej część objęta jest ochroną w ramach konwencji ramsarskiej, jako ważne siedlisko ptactwa i innych zwierząt. Od 2014 roku cała zatoka znajduje się w granicach parku morskiego Parc naturel marin du Bassin d'Arcachon.
Nad zatoką położone są miejscowości Lège-Cap-Ferret, Arès, Andernos-les-Bains, Lanton, Audenge, Biganos, Le Teich, Gujan-Mestras, La Teste-de-Buch i Arcachon.
Rozwinięte są tu hodowla ostryg, rybołówstwo i turystyka.